# Ministri degli interni dell'Austria
I ministri degli interni dell'Austria dal 1918 ad oggi sono i seguenti.

## Lista

### Prima Repubblica
| Ministro | Ministro        | Ministro                                | Partito                                           | Governo         | Mandato           | Mandato           |
| Ministro | Ministro        | Ministro                                | Partito                                           | Governo         | Inizio            | Fine              |
| Interni | Interni         | Interni                                 | Interni                                           | Interni         | Interni           | Interni           |
| --- | --------------- | --------------------------------------- | ------------------------------------------------- | --------------- | ----------------- | ----------------- |
| |                 | Heinrich Mataja (1877-1937)             | Partito Cristiano-Sociale                         | Renner I        | 30 ottobre 1918   | 15 marzo 1919     |
| Interni e istruzione |                 |                                         |                                                   |                 |                   |                   |
| |                 | Karl Renner (1870-1950)                 | Partito Socialdemocratico dei Lavoratori          | Renner II       | 15 marzo 1919     | 9 maggio 1919     |
| |                 | Matthias Eldersch (1869-1931)           | Partito Socialdemocratico dei Lavoratori          | Renner II       | 9 maggio 1919     | 17 ottobre 1919   |
| Renner III | 17 ottobre 1919 | Matthias Eldersch (1869-1931)           | Partito Socialdemocratico dei Lavoratori          | 7 luglio 1920   |                   |                   |
| |                 | Walter Breisky (1871-1944)              | Partito Cristiano-Sociale                         | Mayr I          | 7 luglio 1920     | 20 novembre 1920  |
| Interno e istruzione |                 |                                         |                                                   |                 |                   |                   |
| |                 | Egon Glanz (1880-1945)                  | Indipendente                                      | Mayr II         | 20 novembre 1920  | 12 aprile 1921    |
| |                 | Walter Breisky (ad interim) (1871-1944) | Partito Cristiano-Sociale                         | Mayr II         | 12 aprile 1921    | 28 aprile 1921    |
| |                 | Rudolf Ramek (1881-1941)                | Partito Cristiano-Sociale                         | Mayr II         | 28 aprile 1921    | 21 giugno 1921    |
| |                 | Leopold Waber (1875-1945)               | Partito Popolare della Gran Germania              | Schober I       | 21 giugno 1921    | 16 gennaio 1922   |
| |                 | Johann Schober (ad interim) (1874-1932) | Indipendente                                      | Schober I       | 16 gennaio 1922   | 26 gennaio 1922   |
| |                 | Walter Breisky (ad interim) (1871-1944) | Partito Cristiano-Sociale                         | Schober I       | 26 gennaio 1922   | 27 gennaio 1922   |
| |                 | Johann Schober (ad interim) (1874-1932) | Indipendente                                      | Schober II      | 27 gennaio 1922   | 31 maggio 1922    |
| |                 | Felix Frank (1874-1932)                 | Partito Popolare della Gran Germania              | Seipel I        | 31 maggio 1922    | 17 aprile 1923    |
| Dal 1923 al 1929 il ministero venne incorporato nella Cancelleria federale come Dipartimento per la sicurezza e gli affari amministrativi interni. Dal 1929 il responsabile del dipartimento ottenne il titolo ufficiale di Ministro federale degli affari interni. |                 |                                         |                                                   |                 |                   |                   |
| |                 | Vinzenz Schumy (1878-1962)              | Landbund                                          | Schober III     | 26 settembre 1929 | 30 settembre 1930 |
| |                 | Ernst Rüdiger Starhemberg (1878-1962)   | Heimatblock                                       | Vaugoin         | 30 settembre 1930 | 4 dicembre 1930   |
| |                 | Franz Winkler (1890-1945)               | Landbund                                          | Ender           | 4 dicembre 1930   | 16 giugno 1931    |
| Buresch I | 20 giugno 1931  | Franz Winkler (1890-1945)               | Landbund                                          | 29 gennaio 1932 |                   |                   |
| Buresch II | 29 gennaio 1932 | Franz Winkler (1890-1945)               | Landbund                                          | 20 maggio 1932  |                   |                   |
| |                 | Franz Bachinger (1892-1938)             | Landbund                                          | Dollfuß I       | 20 maggio 1932    | 10 maggio 1933    |
| |                 | Vinzenz Schumy (1878-1962)              | Landbund                                          | Dollfuß I       | 10 maggio 1933    | 21 settembre 1933 |
| |                 | Robert Kerber (1884-1977)               | Landbund                                          | Dollfuß II      | 21 settembre 1933 | 10 luglio 1934    |
| vacante | vacante         | vacante                                 | vacante                                           | Dollfuß II      | 10 luglio 1934    | 29 luglio 1934    |
| vacante | vacante         | vacante                                 | vacante                                           | Schuschnigg I   | 29 luglio 1934    | 30 luglio 1934    |
| |                 | Emil Fey (1886-1938)                    | Heimatblock                                       | Schuschnigg I   | 30 luglio 1934    | 17 ottobre 1935   |
| |                 | Eduard Baar-Baarenfels (1885-1967)      | Fronte Patriottico                                | Schuschnigg I   | 17 ottobre 1935   | 14 maggio 1936    |
| Schuschnigg II | 14 maggio 1936  | Eduard Baar-Baarenfels (1885-1967)      | Fronte Patriottico                                | 3 novembre 1936 |                   |                   |
| vacante | vacante         | vacante                                 | vacante                                           | Schuschnigg III | 3 novembre 1936   | 6 novembre 1936   |
| |                 | Edmund Glaise-Horstenau (1882-1946)     | Fronte Patriottico                                | Schuschnigg III | 6 novembre 1936   | 16 febbraio 1938  |
| |                 | Arthur Seyss-Inquart (1892-1946)        | Partito Nazionalsocialista Tedesco dei Lavoratori | Schuschnigg IV  | 16 febbraio 1938  | 11 marzo 1938     |
| Seyss-Inquart | 11 marzo 1938   | Arthur Seyss-Inquart (1892-1946)        | Partito Nazionalsocialista Tedesco dei Lavoratori | 13 marzo 1938   |                   |                   |

### Seconda Repubblica
| Ministro      | Ministro         | Ministro                             | Partito                               | Governo                      | Mandato           | Mandato           |
| Ministro      | Ministro         | Ministro                             | Partito                               | Governo                      | Inizio            | Fine              |
| Interni       | Interni          | Interni                              | Interni                               | Interni                      | Interni           | Interni           |
| ------------- | ---------------- | ------------------------------------ | ------------------------------------- | ---------------------------- | ----------------- | ----------------- |
|               |                  | Franz Honner (1893-1964)             | Partito Comunista d'Austria           | Renner IV                    | 27 aprile 1945    | 20 dicembre 1945  |
|               |                  | Oskar Helmer (1887-1963)             | Partito Socialista d'Austria          | Figl I                       | 20 dicembre 1945  | 8 novembre 1949   |
| Figl II       | 8 novembre 1949  | Oskar Helmer (1887-1963)             | Partito Socialista d'Austria          | 28 ottobre 1952              |                   |                   |
| Figl III      | 28 ottobre 1952  | Oskar Helmer (1887-1963)             | Partito Socialista d'Austria          | 2 aprile 1953                |                   |                   |
| Raab I        | 2 aprile 1953    | Oskar Helmer (1887-1963)             | Partito Socialista d'Austria          | 29 giugno 1956               |                   |                   |
| Raab II       | 29 giugno 1956   | Oskar Helmer (1887-1963)             | Partito Socialista d'Austria          | 16 luglio 1959               |                   |                   |
|               |                  | Josef Afritsch (1901-1964)           | Partito Socialista d'Austria          | Raab III                     | 16 luglio 1959    | 3 novembre 1960   |
| Raab IV       | 3 novembre 1960  | Josef Afritsch (1901-1964)           | Partito Socialista d'Austria          | 11 aprile 1961               |                   |                   |
| Gorbach I     | 11 aprile 1961   | Josef Afritsch (1901-1964)           | Partito Socialista d'Austria          | 27 marzo 1963                |                   |                   |
|               |                  | Franz Olah (1910-2009)               | Partito Socialista d'Austria          | Gorbach II                   | 27 marzo 1963     | 2 aprile 1964     |
| Klaus I       | 2 aprile 1964    | Franz Olah (1910-2009)               | Partito Socialista d'Austria          | 21 settembre 1964            |                   |                   |
| Klaus I       |                  |                                      | Hans Czettel (1923-1980)              | Partito Socialista d'Austria | 21 settembre 1964 | 19 aprile 1966    |
|               |                  | Franz Hetzenauer (1911-2006)         | Partito Popolare Austriaco            | Klaus II                     | 19 aprile 1966    | 19 gennaio 1968   |
|               |                  | Franz Soronics (1920-2009)           | Partito Popolare Austriaco            | Klaus II                     | 19 gennaio 1968   | 21 aprile 1970    |
|               |                  | Otto Rösch (1917-1995)               | Partito Socialista d'Austria          | Kreisky I                    | 21 aprile 1970    | 4 novembre 1971   |
| Kreisky II    | 4 novembre 1971  | Otto Rösch (1917-1995)               | Partito Socialista d'Austria          | 28 ottobre 1975              |                   |                   |
| Kreisky III   | 28 ottobre 1975  | Otto Rösch (1917-1995)               | Partito Socialista d'Austria          | 8 giugno 1977                |                   |                   |
| Kreisky III   |                  |                                      | Erwin Lanc (1930-2025)                | Partito Socialista d'Austria | 8 giugno 1977     | 5 giugno 1979     |
| Kreisky IV    | 5 giugno 1979    | 24 maggio 1983                       | Erwin Lanc (1930-2025)                | Partito Socialista d'Austria |                   |                   |
|               |                  | Karl Blecha (1933)                   | Partito Socialista d'Austria          | Sinowatz                     | 24 maggio 1983    | 16 giugno 1986    |
| Vranitzky I   | 16 giugno 1986   | Karl Blecha (1933)                   | Partito Socialista d'Austria          | 21 gennaio 1987              |                   |                   |
| Vranitzky II  | 21 gennaio 1987  | Karl Blecha (1933)                   | Partito Socialista d'Austria          | 2 febbraio 1989              |                   |                   |
| Vranitzky II  |                  |                                      | Franz Löschnak (1940)                 | Partito Socialista d'Austria | 2 febbraio 1989   | 17 dicembre 1990  |
| Vranitzky III | 17 dicembre 1990 | 29 novembre 1994                     | Franz Löschnak (1940)                 | Partito Socialista d'Austria |                   |                   |
| Vranitzky IV  | 29 novembre 1994 | 6 aprile 1995                        | Franz Löschnak (1940)                 | Partito Socialista d'Austria |                   |                   |
| Vranitzky IV  |                  |                                      | Caspar Einem (1948-2021)              | Partito Socialista d'Austria | 6 aprile 1995     | 12 marzo 1996     |
| Vranitzky V   | 12 marzo 1996    | 28 gennaio 1997                      | Caspar Einem (1948-2021)              | Partito Socialista d'Austria |                   |                   |
|               |                  | Karl Schlögl (1924-2007)             | Partito Socialista d'Austria          | Klima                        | 28 gennaio 1997   | 4 febbraio 2000   |
|               |                  | Ernst Strasser (1956)                | Partito Popolare Austriaco            | Schüssel I                   | 4 febbraio 2000   | 28 febbraio 2003  |
| Schüssel II   | 28 febbraio 2003 | Ernst Strasser (1956)                | Partito Popolare Austriaco            | 11 dicembre 2004             |                   |                   |
| Schüssel II   |                  |                                      | Günther Platter (ad interim) (1954)   | Partito Popolare Austriaco   | 11 dicembre 2004  | 22 dicembre 2004  |
| Schüssel II   |                  |                                      | Liese Prokop (1941-2006)              | Partito Popolare Austriaco   | 22 dicembre 2004  | 31 dicembre 2006† |
| Schüssel II   |                  |                                      | Wolfgang Schüssel (ad interim) (1945) | Partito Popolare Austriaco   | 31 dicembre 2006  | 11 gennaio 2007   |
|               |                  | Günther Platter (1954)               | Partito Popolare Austriaco            | Gusenbauer                   | 11 gennaio 2007   | 30 giugno 2008    |
|               |                  | Wilhelm Molterer (ad interim) (1955) | Partito Popolare Austriaco            | Gusenbauer                   | 30 giugno 2008    | 1 luglio 2008     |
|               |                  | Maria Fekter (1956)                  | Partito Popolare Austriaco            | Gusenbauer                   | 1 luglio 2008     | 2 dicembre 2008   |
| Faymann I     | 2 dicembre 2008  | Maria Fekter (1956)                  | Partito Popolare Austriaco            | 20 aprile 2011               |                   |                   |
| Faymann I     |                  |                                      | Johanna Mikl-Leitner (1964)           | Partito Popolare Austriaco   | 21 aprile 2011    | 16 dicembre 2013  |
| Faymann II    | 16 dicembre 2013 | 20 aprile 2016                       | Johanna Mikl-Leitner (1964)           | Partito Popolare Austriaco   |                   |                   |
| Faymann II    |                  |                                      | Wolfgang Sobotka (1956)               | Partito Popolare Austriaco   | 21 aprile 2016    | 17 maggio 2016    |
| Kern          | 17 maggio 2016   | 18 dicembre 2017                     | Wolfgang Sobotka (1956)               | Partito Popolare Austriaco   |                   |                   |
|               |                  | Herbert Kickl (1968)                 | Partito della Libertà Austriaco       | Kurz I                       | 18 dicembre 2017  | 22 maggio 2019    |
|               |                  | Eckart Ratz (1953)                   | Indipendente                          | Kurz I                       | 22 maggio 2019    | 3 giugno 2019     |
|               |                  | Wolfgang Peschorn (1965)             | Indipendente                          | Bierlein                     | 3 giugno 2019     | 7 gennaio 2020    |
|               |                  | Karl Nehammer (1972)                 | Partito Popolare Austriaco            | Kurz II                      | 7 gennaio 2020    | 11 ottobre 2021   |
| Schallenberg  | 11 ottobre 2021  | Karl Nehammer (1972)                 | Partito Popolare Austriaco            | 6 dicembre 2021              |                   |                   |
|               |                  | Gerhard Karner (1967)                | Partito Popolare Austriaco            | Nehammer                     | 6 dicembre 2021   | 3 marzo 2025      |
| Stocker       | 3 marzo 2025     | Gerhard Karner (1967)                | Partito Popolare Austriaco            | in carica                    |                   |                   |

### Esplicative
1. ↑  Come Segretario di Stato per gli interni.
2. 1 2  Come Segretario di Stato per gli interni e l'istruzione.
3. ↑  Ricopre anche la carica di Cancelliere federale.
4. ↑  Ricopre anche la carica di Segretario di Stato per la giustizia dal 24 giugno 1920.
5. ↑  Come Segretario di Stato per gli interni e l'istruzione fino al 10 novembre 1920, e successivamente Ministro federale.
6. ↑  Ricopre anche la carica di Segretario di Stato per l'esercito dal 22 ottobre 1920 (Ministro federale dal 10 novembre dello stesso anno).
7. ↑  Ricopre anche la carica di Ministro federale per l'esercito.
8. 1 2  Già Vicecancelliere federale.
9. ↑  Il 26 gennaio 1922 la carica di Cancelliere federale venne assunta ad interim dal Vicecancelliere federale Walter Breisky.
10. 1 2 3  Già Cancelliere federale.
11. ↑  Ricopre anche la carica di Vicecancelliere federale dal 29 gennaio 1932.
12. ↑  Ricopre anche la carica di Ministro federale per gli affari amministrativi dell'Ufficio federale di statistica dal 1° maggio 1934.
13. ↑  Ricopre anche la carica di Ministro federale per la lotta alle attività pericolose per lo Stato nel settore privato dal 28 settembre 1935.
14. ↑  Ricopre anche la carica di Ministro federale per gli affari di sicurezza.
15. ↑  Ricopre anche la carica di Ministro federale per gli affari di sicurezza fino all'11 marzo 1938 e, dalla medesima data, di Cancelliere federale.
16. ↑  Già Ministro federale della difesa.
17. ↑  Già Vicecancelliere federale e Ministro federale delle finanze.
18. ↑  Il 28 maggio 2019 la carica di Cancelliere federale venne assunta ad interim dal Ministro federale delle finanze Hartwig Löger.
19. ↑  Il 10 gennaio 2025 la carica di Cancelliere federale venne assunta ad interim dal Ministro federale per gli affari europei ed internazionali Alexander Schallenberg.